# Carrer de Santa Tecla (Tarragona)
El Carrer de Santa Tecla és una via pública de Tarragona protegida com a Bé Cultural d'Interès Local.

## Descripció
Aquest carrer que s'aboca al carrer de les Coques ha rebut diversos noms al llarg de la seva història, però en el nom de Santa Tecla prové de l'antic hospital situat a les proximitats del carreró. Durant el segle xviii se'l va anomenar el carrer Hospital de Santa Tecla i posteriorment, al segle xix, se'l va anomenar carrer de Santa Tecla tal com es coneix avui en dia.